# Dunoding
Dunoding était un royaume gallois vassal du Royaume de Gwynedd. Créé par Dunaut ap Cunedag vers 460, il fut absorbé par le royaume de Gwynedd au IXe siècle.
Ce petit royaume situé au nord de celui de Meirionydd dans l'actuel Merionethshire comprenait les territoires du nord-est de la baie de Cardigan. Selon la tradition le premier souverain éponyme Dunaut ap Cunedda  (latin: Donatus?) vers 460-490 était l'un des fils de Cunedda la liste généalogique détaille les successeurs suivants de Dunaut:
- vers 490-520 : Ebiaun
- vers 5250-540: Dinacat
- vers 540-570 : Meurig
- vers 570-600 : Ebiaun (II)
- vers 600-620 : Isaac
- vers 620-650 : Podgen
- vers 650-680 : Poddelgu
- vers 680-700 : Ebiaun (III)
- vers 700-730 : Brochmael
- vers 730-760 : Eiciawn
- vers 760-780 : Iouanaul
- vers 780-810 : Ceredig
- vers 810-840 : Bleidudd
- vers 840-850 : Cuhelin.

Cette dynastie semble être demeurée relativement autonome jusqu'à l'époque de Rhodri le Grand au milieu du IXe siècle. Rien n'est connu de l'histoire de ce « royaume » dont les souverains n'étaient que des vassaux du royaume de Gwynedd.

## Sources
- (en) Mike Ashley British Kings Queens Robinson (Londres 1998)  (ISBN 1841190969) « Dunoding » p. 162 et table p. 140.
- (en) Timothy Venning, The Kings & Queens of Wales, Mill Brimscombe Port Stroud, Amberley Publishing,, 2013 (ISBN 9781445615776), p. 106-107 Other Sub-Kingdoms of Gwynedd. Rulers of Dunoding